# 古川康
古川 康（ふるかわ やすし、1958年〈昭和33年〉7月15日 - ）は、日本の政治家、自治・総務官僚。自由民主党所属の衆議院議員（4期）、国土交通副大臣、自由民主党佐賀県支部連合会長。
佐賀県知事（第55・56・57代）、総務大臣政務官、国土交通大臣政務官を歴任。

## 来歴

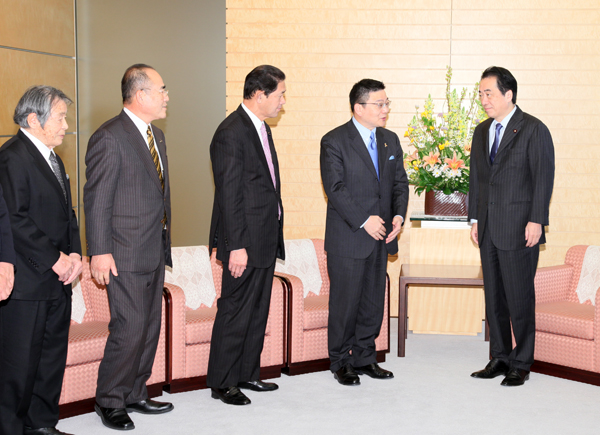
2011年、菅直人首相（右端）と古川（左から2番目）

佐賀県唐津市生まれ。佐賀大学教育学部附属中学校、ラ・サール高等学校、東京大学法学部第3類（政治コース）卒業。1982年、自治省（現・総務省）に入省。本省勤務の他、長野県や沖縄県、岡山県、長崎県に出向する。1997年9月、第2次橋本改造内閣で自治大臣に任命された上杉光弘の秘書官を務める。1999年より長崎県商工労働部長、2001年より長崎県総務部長。2003年に退官。
2003年、佐賀県知事選挙に自由民主党の支持を受けて無所属で出馬し、初当選した。以後、3期連続当選。2007年の佐賀県知事選では自民・公明両党の推薦を受け、2011年の佐賀県知事選では自民・公明に加え、民主党からも推薦を受けて再選された。2009年10月30日、鳩山由紀夫内閣下で総務省顧問に就任。
2014年11月25日、佐賀県議会本会議において、次期衆議院議員総選挙に佐賀2区から自由民主党公認で出馬する意向を表明し、佐賀県議会議長に対し辞表を提出。任期途中での辞職に対し、古川を批判する県議が議長席に詰め寄る等、同日に開会したばかりの議会は紛糾したが、25日の深夜、佐賀県議会は賛成多数で古川の辞職に同意した。同年12月14日投開票の第47回衆議院議員総選挙では、佐賀2区で民主党前職の大串博志を破り、当選した（大串も比例復活）。自身の辞職に伴い実施された佐賀県知事選挙では、武雄市長を辞職して立候補した、総務省の後輩にあたる樋渡啓祐への支持を表明したが、樋渡は同じ総務官僚出身の山口祥義に敗れた。
2017年10月22日投開票の第48回衆議院議員総選挙では、佐賀2区で大串博志に敗れたものの、比例復活で再選。
2019年8月、自民党地方行政調査会事務局長に就任。
2020年9月、菅義偉内閣総務大臣政務官に就任。
2020年12月7日、ソムリエ・ドヌール（名誉ソムリエ）就任。
2021年10月31日投開票の第49回衆議院議員総選挙では、佐賀2区で大串博志に敗れたものの、比例復活で3選。
2022年8月、第2次岸田第1次改造内閣で国土交通大臣政務官（担当は災害対策 ･ 都市 ･ 国土政策 ･ 河川関係 ･ 鉄道 ･ 気象庁）に就任。
2024年9月12日、自民党総裁選挙が告示され、旧茂木派からは会長の茂木敏充と加藤勝信の2人が立候補した。古川は茂木の推薦人に名を連ねた。石破茂、高市早苗、小泉進次郎の3人が競り合う構図が固まった終盤、麻生太郎は9月25日に茂木と「反石破」での連携を確認し、茂木派議員の一部も取り込んだ。9月27日総裁選執行。高市が得票数1位で決選投票へ進むも、岸田文雄首相の後押しを受けた石破に敗れた。古川は決選投票では高市に投じた。
2024年10月27日の第50回衆議院議員総選挙の結果、大串博志に敗れたものの比例復活で4選。
同年11月11日に発足した第2次石破内閣において、国土交通副大臣に就任した。　
2025年2月、自民党佐賀県連会長に選任。　　　　　　　　　　　　　　　　　　　　　　　

## 政策・主張

### 憲法問題
- 憲法改正について、2017年、2021年の朝日新聞社のアンケートで「賛成」と回答[21][22]。
- 憲法9条への自衛隊の明記について、2021年のアンケートで「賛成」と回答[23]。
- 改正すべき項目として「自衛隊の保持を明記する」「環境権に関する条項を新設する」「教育の充実に向けた環境整備を行う旨を明記する」「各都道府県から必ず1人は参議院議員を選出するよう明記する」「地方公共団体の権限強化を明記する」「憲法裁判所を設置する」「憲法改正の発議要件を各院の過半数にする」「緊急事態に関する条項を新設する」と主張[24]。
- 安全保障関連法の成立について、2017年のアンケートで「どちらかといえば評価する」と回答[21]。

### ジェンダー問題
- 選択的夫婦別姓制度の導入について、2014年、2017年、2021年の朝日新聞社のアンケートで「どちらとも言えない」と回答[25][21][22]。
- 同性婚を可能とする法改正について、2021年の朝日新聞社のアンケートでは「どちらとも言えない」と回答[22]。2021年のNHKのアンケートでは回答しなかった[23]。
- 「LGBTなど性的少数者をめぐる理解増進法案を早期に成立させるべきか」との問題提起に対し、2021年の朝日新聞社のアンケートで「どちらとも言えない」と回答[22]。
- クオータ制の導入について、2021年のNHKのアンケートで回答しなかった[23]。

### 原子力発電
- 佐賀県玄海町の九州電力玄海原子力発電所3号機でのプルサーマル実施に関し、2007年1月29日に県民投票条例の制定を求める請願が提出された。しかし、佐賀県議会において様々な議論が行われ、決議が行われた。結果、請願は佐賀県議会において反対多数で否決された。その結果を経て、古川は「議会制民主主義が機能しているなかで、必要な議論と手続を一つひとつ丁寧に積み重ねて慎重に判断したものあり、また、名称や区域の変更、合併など「佐賀県」という地方公共団体の存在の前提に関わるような事案ではなく、受入れの賛否を問う本条例を制定する必要性は見出すことができない」という見解を示した[26]。古川は2005年から2009年までの5年間に、玄海原子力発電所長や佐賀支店長ら九州電力の幹部から、自身の政治団体を介して計49万5000円の献金を受け取っていた[27]。
- 2005年、原子力発電所の安全対策について、複数の原発が立地する佐賀県の知事としての立場から「いま世界で起きているテロは9.11だけが例外で、バスと地下鉄でのテロがほとんどです。セキュリティチェックがなく、多くの人が利用しているシステムを破壊する方が、はるかに恐怖は大きいし、しかも誰がやったか分かりません。真剣にテロ対策を考えるならば、本来はそうしたテロへの対策が重要です。もちろん原発は、そういう気を起こさせないように警備は厳重にやっています。みんなが思っているほど他所の勢力やゲリラが原発を狙おうと思うか。そんなことはないよという話をします。実際に私たちは原発を抱えているので、軍事専門家とはよく意見交換をします。結論から言えば、原発を狙った場合、少しでも外れると効果がないから、よほど精度のいいミサイルを持っていなければならない。しかも、ミサイルが日本の領空に入った瞬間、これは我が国に対する武力攻撃になるので、我が国と同盟国から攻撃を受けることになります。テロを議論するときにはこういうことを知っておく必要があると思います」との見解を示した[28]。
- 「原子力発電への依存度について今後どうするべきか」との問題提起に対し、2021年のアンケートで回答しなかった[23]。

### 佐賀空港へのオスプレイ配備
- 2014年7月22日、佐賀県庁を訪問した武田良太防衛副大臣が、陸上自衛隊に導入される新型輸送機オスプレイの佐賀空港への配備や、沖縄県の基地負担軽減の観点からアメリカ海兵隊の佐賀空港の使用を要請。これに対し、古川知事はその場で明確な態度を示さなかった[29]が、同年11月17日の記者会見において「現在および近い将来、民間空港としての使用、発展に支障がないことを確認した」「県は基本的に、受け入れに向けて作業をしている」と述べ、オスプレイの配備受け入れに前向きな考えを示した[30]。

### その他
- アベノミクスについて、2017年のアンケートで「どちらかといえば評価する」と回答[21]。
- 安倍内閣による森友学園問題・加計学園問題への対応について、2017年のアンケートで「どちらとも言えない」と回答[21]。

## 人物

### 旧統一教会との関係
ジャーナリストの鈴木エイトが作成した「旧統一教会関連団体と関係があった現職国会議員168人」によれば、旧統一教会関連団体との関係について、かつて教団関連会合に出席して祝電を送っていたことがあるとされ、2015年から2019年にかけて、教団関連イベントに出席していたとされる。

### その他
- 息子の古川あおいは厚生労働省入省後、ウェブエンジニアを経て2025年の第27回参議院議員通常選挙福岡県選挙区に政治団体チームみらい公認で立候補を表明した[32]。7月20日の投開票の結果、52,862票（得票率2.31%、立候補13人中10位）で落選した。
- 俳優の陣内孝則は中学校時代の同級生。
- 歌手の松浦亜弥のファン。BREAK!の第1回収録では松浦から祝福のメッセージが送られたため、収録後そのメッセージが入ったテープを持ち帰った[33]。同じ松浦亜弥ファンの繋がりから、過去には渡辺和昭のしゃべってしゃべって60分（ラジオNIKKEI）にもゲスト出演した[34]。
- 2011年1月に詐欺の容疑で逮捕され、懲役9年の実刑判決を受けた投資コンサルタント会社「夢大陸」社長の原千春からかつてインタビューを受け、その記事が、原の経営する「夢大陸」が親会社であるコミュニティFM「StyleFM」のウェブサイトに掲載されていた。原の逮捕を受け、古川は「5、6年前、知り合いのFM会社社員の依頼で、県庁来賓室で30分程度話した。公的な認可機関のFM放送の会社社長で、問題があるとは思わなかった。佐賀のPRになればと取材に応じたが、残念だし心外」「知らない人とは会わないとすれば、新しい人との出会う機会がなくなる」とコメントした[35]。

## 政治資金
- 玄海原子力発電所の所長ら九州電力幹部社員が、2005年（平成17年）以降に、佐賀県知事（当時）の古川の政治団体に対し、毎年3万円を寄付していたことが判明している。同社幹部らは、個人献金であるとしているものの、事実上、個人献金の形を取りつつ、政治資金規正法によって禁じられている企業献金が行われているとの指摘が出ており、原発絡みの献金ではないかとの意見もある[36]。

## 不祥事
- 2021年12月26日、佐賀県警は同年行われた第49回衆議院議員総選挙に際しSNSなどに投票を呼びかける内容の投稿をした選挙運動の報酬を払ったとして古川の選挙事務所の事務員ら2人を逮捕した[37]。

## 年譜
- 1958年（昭和33年）7月15日 - 佐賀県唐津市で出生
- 1974年（昭和46年）3月 - 佐賀大学教育学部附属中学校卒業
- 1977年（昭和49年）3月 - ラ・サール高等学校卒業
  - 4月 - 東京大学文科一類入学
- 1982年（昭和57年）3月 - 東京大学法学部卒業
  - 4月 - 自治省（現総務省）入省、財政局指導課
- 1989年（平成元年）4月 - 長野県企画課長
- 1990年（平成2年）4月 - 長野県地方課長
- 1994年（平成6年）4月 - 岡山県総務部財政課長
- 1997年（平成9年）9月 - 上杉光弘自治大臣秘書官
- 1999年（平成11年）4月 - 長崎県商工労働部長
- 2001年（平成13年）4月 - 長崎県総務部長
- 2003年（平成15年）1月 - 退官
  - 4月13日 - 佐賀県知事選挙に無所属（自由民主党支持）で出馬し、当選
- 2007年（平成19年）4月8日 - 佐賀県知事再選（自由民主党・公明党推薦）
- 2011年（平成23年）4月10日 - 佐賀県知事3選（自由民主党・民主党・公明党推薦）
- 2014年（平成26年）11月25日 - 佐賀県知事を辞職
  - 12月14日 - 第47回衆議院議員総選挙に出馬し、当選（佐賀2区）
- 2017年（平成29年）10月22日 - 第48回衆議院議員総選挙に出馬し、選挙区で敗れ、比例区で当選（比例九州ブロック）
- 2021年（令和3年）10月31日 - 第49回衆議院議員総選挙に出馬し、選挙区で敗れ、比例区で当選（比例九州ブロック）
- 2024年（令和6年）10月27日 - 第50回衆議院議員総選挙に出馬し、選挙区で敗れ、比例区で当選（比例九州ブロック）

## 所属団体・議員連盟
- 自民党たばこ議員連盟[38]
- オスプレイ誘致推進佐賀県民会議（顧問）[39]

## 出演

### ラジオ
- BREAK!（NBCラジオ佐賀、2004年4月 - 2006年12月）- パーソナリティ[40]
- MORNING BREAK（NBCラジオ佐賀、2016年 - 2020年8月）- パーソナリティ 現在休止中

### PV
- はなわ「佐賀県」（2003年）

## 選挙歴
| 当落 | 選挙                   | 執行日         | 年齢 | 選挙区      | 政党       | 得票数     | 得票率 | 定数 | 得票順位 /候補者数 | 政党内比例順位 /政党当選者数 |
| ---- | ---------------------- | -------------- | ---- | ----------- | ---------- | ---------- | ------ | ---- | ------------------ | ---------------------------- |
| 当   | 2003年佐賀県知事選挙   | 2003年4月13日  | 43   | ーー        | 無所属     | 16万809票  | 34.96% | 1    | 1/6                | /                            |
| 当   | 2007年佐賀県知事選挙   | 2007年4月8日   | 47   | ーー        | 無所属     | 33万2785票 | 79.25% | 1    | 1/2                | /                            |
| 当   | 2011年佐賀県知事選挙   | 2011年4月10日  | 51   | ーー        | 無所属     | 33万7269票 | 85.44% | 1    | 1/2                | /                            |
| 当   | 第47回衆議院議員総選挙 | 2014年12月14日 | 56   | 佐賀県第2区 | 自由民主党 | 11万4074票 | 55.57% | 1    | 1/3                | /                            |
| 比当 | 第48回衆議院議員総選挙 | 2017年10月22日 | 59   | 佐賀県第2区 | 自由民主党 | 9万9103票  | 46.54% | 1    | 2/3                | 4/7                          |
| 比当 | 第49回衆議院議員総選挙 | 2021年10月31日 | 63   | 佐賀県第2区 | 自由民主党 | 9万8224票  | 47.95% | 1    | 2/2                | 5/8                          |
| 比当 | 第50回衆議院議員総選挙 | 2024年10月27日 | 66   | 佐賀県第2区 | 自由民主党 | 7万6554票  | 40.97% | 1    | 2/4                | 6/7                          |